# Gare d'Acren
La gare d'Acren est une gare ferroviaire belge de la ligne 90, de Denderleeuw à Jurbise, située à Deux-Acren section de la commune de Lessines dans la province de Hainaut en région wallonne.
Elle est mise en service en 1855 par la Compagnie du chemin de fer de Dendre-et-Waes et de Bruxelles vers Gand par Alost qui confie son exploitation à l'administration des chemins de fer de l'État Belge. C'est une halte voyageurs de la Société nationale des chemins de fer belges (SNCB) desservie par des trains Omnibus (L) et d’Heure de pointe (P).

## Situation ferroviaire
Établie à 25 mètres d'altitude, la gare d'Acren est située au point kilométrique (PK) 26,100 de la ligne 90, de Denderleeuw à Jurbise, entre les gares ouvertes de Grammont et de Lessines.

## Histoire
La station d'Acren est mise en service le 9 avril 1855 par l'administration des chemins de fer de l'État Belge lorsqu'elle ouvre à l'exploitation (service voyageurs) la section de Grammont à Ath construite par la Compagnie du chemin de fer de Dendre-et-Waes et de Bruxelles vers Gand par Alost, suivant la convention stipulant que la Compagnie du Dendre-et-Waes confie l'exploitation de son réseau à l’État belge.
Elle possédait autrefois un bâtiment construit à partir des plans de l'architecte Jean-Pierre Cluysenaar. Les plans d'origine montrent un bâtiment symétrique de deux ailes d'une travée encadrant une tour de deux étage au pignon transversal. La toiture débordante est couverte de tuiles multicolores réalisant un quadrillage. Une treille végétalisée reposant sur des piliers de brique flanque le bâtiment de part et d'autre tandis qu'un édifice séparé abrite les toilettes. La salle d'attente occupe l'aile de gauche, le bureau se trouve à droite et la tour, prolongée par un porche côté rue, abrite le vestibule et l’escalier.
Par la suite[Quand ?], le bâtiment de 1855 est modifié, perdant ses annexes et gagnant un pavillon supplémentaire à pignons transversaux du côté de la salle d'attente et, sur la droite, une extension à toit plat prolongée par une cour et un nouveau bâtiment servant de toilette. Une halle à marchandises est bâtie de l'autre côté du passage à niveau. Un petit poste d'aiguillage en brique et en béton a été accolé à l'aile des voyageurs au cours du XXe siècle.
Inutilisés lorsque Acren est rétrogradé au rang de point d'arrêt sans guichet, les bâtiments de la gare sont démolis dans les années 1980.  Le passage à niveau a également disparu, remplacé par un tunnel réservé aux piétons et cyclistes, mais l'ancienne maison de garde-barrière située rue de la station existe toujours et portait jusqu'au début des années 2010 le nom de la gare peint sur son mur-pignon.

## Service des voyageurs

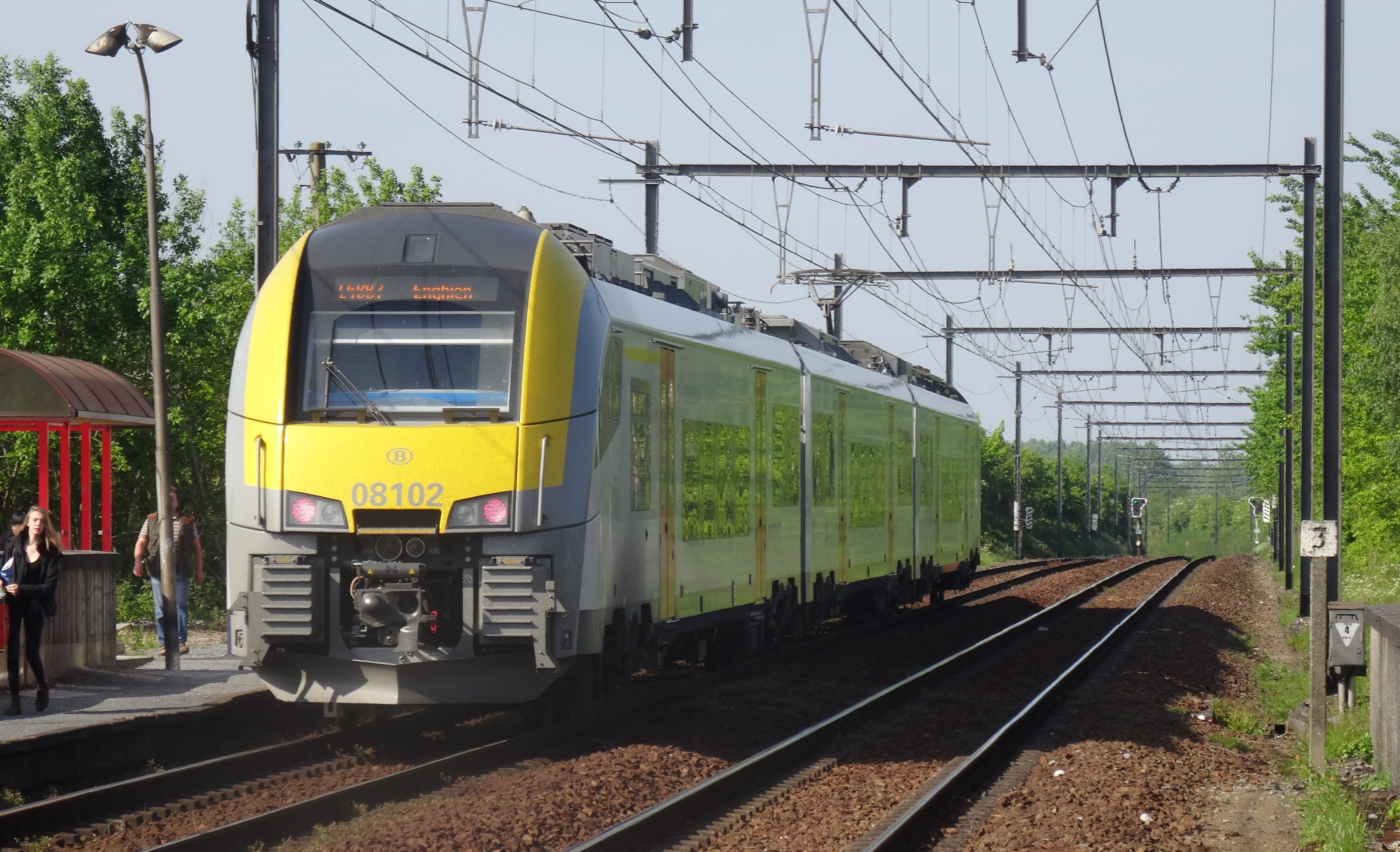
Un train omnibus quitte la gare d'Acren en direction d'Enghien.
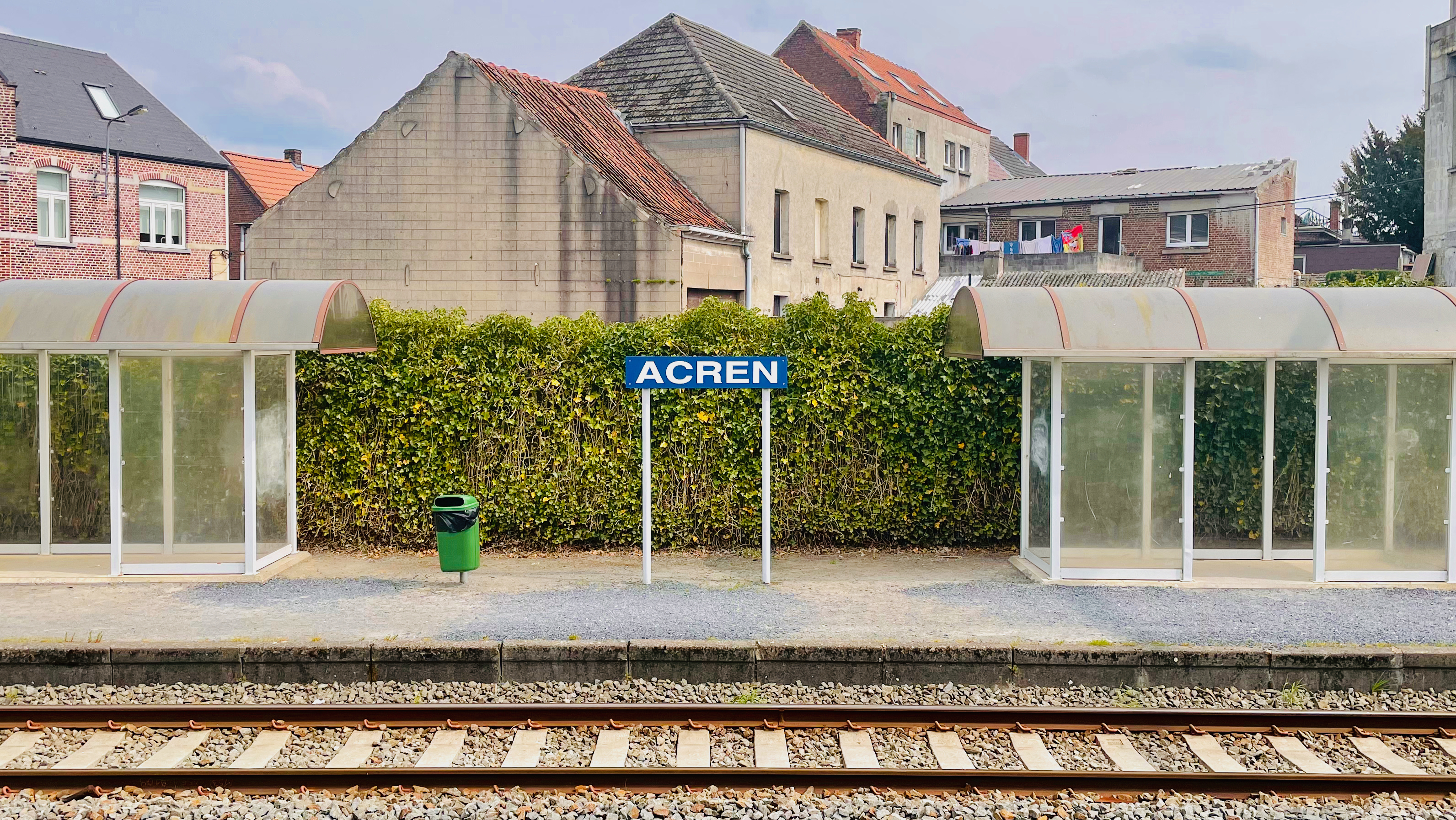
Abris de quais.
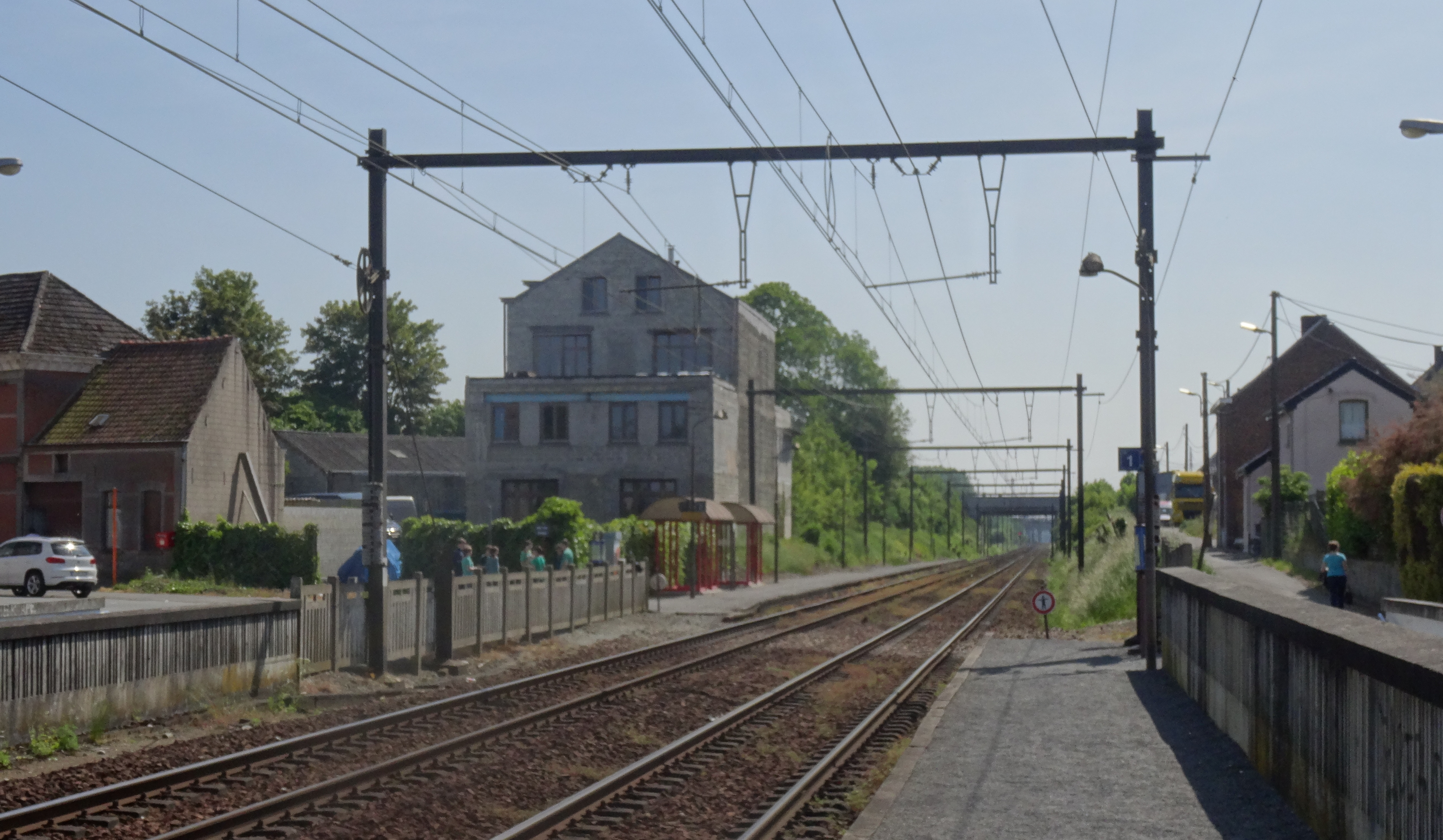
Ancien passage à niveau et maison de garde-barrière (à droite).

### Accueil
Halte SNCB, c'est un point d'arrêt non gardé (PANG) à accès libre.
Un souterrain permet la traversée des voies et le passage d'un quai à l'autre. 

### Desserte
Acren est desservie par des trains Omnibus (L) et d’Heure de pointe (P) de la SNCB, qui effectuent des missions sur la ligne commerciale 90 (voir brochure SNCB,).
En semaine la desserte est constituée de trains L reliant, toutes les heures, Grammont à Mouscron via Ath.
Quelques trains supplémentaires (P) se rajoutent en heure de pointe les jours ouvrables :
- trois trains P de Grammont à Ath (le matin) ;
- un train P d'Ath à Grammont (vers midi) ;
- un train P de Mons à Grammont (l’après-midi) ;
- un train P d'Ath à Grammont (le soir).

Le week-end, la dessert est constituée par des trains L Grammont - Quévy au rythme d'un par heure.

### Intermodalité
Un parc pour les vélos y est aménagé. Le stationnement des véhicules est possible de chaque côté des voies.

## Comptage voyageurs
Ce graphique et tableau montre le nombre de voyageurs embarquant en moyenne durant la semaine, le samedi et le dimanche.
| Nombre de passagers qui embarquent à la gare d'Acren | Nombre de passagers qui embarquent à la gare d'Acren | Nombre de passagers qui embarquent à la gare d'Acren | Nombre de passagers qui embarquent à la gare d'Acren |
|                                                      | Semaine                                              | Samedi                                               | Dimanche                                             |
| ---------------------------------------------------- | ---------------------------------------------------- | ---------------------------------------------------- | ---------------------------------------------------- |
| 1977                                                 | 276                                                  | 71                                                   | 46                                                   |
| 1978                                                 | 271                                                  | 76                                                   | 31                                                   |
| 1979                                                 | 278                                                  | 41                                                   | 36                                                   |
| 1980                                                 | 253                                                  | 39                                                   | 32                                                   |
| 1981                                                 | 275                                                  | 49                                                   | 37                                                   |
| 1982                                                 | 222                                                  | 42                                                   | 25                                                   |
| 1983                                                 | 244                                                  | 47                                                   | 32                                                   |
| 1984                                                 | 195                                                  | 24                                                   | 28                                                   |
| 1985                                                 | 217                                                  | 39                                                   | 22                                                   |
| 1986                                                 | 252                                                  | 26                                                   | 38                                                   |
| 1987                                                 | 250                                                  | 30                                                   | 28                                                   |
| 1988                                                 | 174                                                  | 29                                                   | 21                                                   |
| 1989                                                 | 174                                                  | 65                                                   | 62                                                   |
| 1990                                                 | 184                                                  | 61                                                   | 57                                                   |
| 1991                                                 | 237                                                  | 88                                                   | 66                                                   |
| 1992                                                 | 226                                                  | 90                                                   | 68                                                   |
| 1993                                                 | 244                                                  | 90                                                   | 76                                                   |
| 1994                                                 | 191                                                  | 35                                                   | 14                                                   |
| 1995                                                 | 205                                                  | 39                                                   | 28                                                   |
| 1996                                                 | 220                                                  | 40                                                   | 35                                                   |
| 1997                                                 | 206                                                  | 62                                                   | 38                                                   |
| 1998                                                 | 173                                                  | 40                                                   | 39                                                   |
| 1999                                                 | 173                                                  | 38                                                   | 29                                                   |
| 2000                                                 | 188                                                  | 42                                                   | 26                                                   |
| 2001                                                 | 175                                                  | 32                                                   | 21                                                   |
| 2002                                                 | 125                                                  | 42                                                   | 8                                                    |
| 2003                                                 | 189                                                  | 32                                                   | 15                                                   |
| 2004                                                 | 152                                                  | 42                                                   | 29                                                   |
| 2005                                                 | 192                                                  | 43                                                   | 27                                                   |
| 2006                                                 | 194                                                  | 38                                                   | 32                                                   |
| 2007                                                 | 193                                                  | 46                                                   | 26                                                   |
| 2008                                                 | -                                                    | -                                                    | -                                                    |
| 2009                                                 | 304                                                  | 43                                                   | 28                                                   |
| 2010                                                 | -                                                    | -                                                    | -                                                    |
| 2011                                                 | -                                                    | -                                                    | -                                                    |
| 2012                                                 | 246                                                  | 43                                                   | 31                                                   |
| 2013                                                 | 226                                                  | 51                                                   | 27                                                   |
| 2014                                                 | 225                                                  | 51                                                   | 44                                                   |
| 2015                                                 | 199                                                  | 37                                                   | 29                                                   |
| 2016                                                 | 268                                                  | 33                                                   | 30                                                   |
| 2017                                                 | 225                                                  | 49                                                   | 24                                                   |
| 2018                                                 | 179                                                  | 77                                                   | 80                                                   |
| 2019                                                 | 226                                                  | 43                                                   | 50                                                   |
| 2020                                                 | 146                                                  | 77                                                   | 50                                                   |
| 2021                                                 | -                                                    | -                                                    | -                                                    |
| 2022                                                 | 216                                                  | 69                                                   | 51                                                   |
| 2023                                                 | 231                                                  | 93                                                   | 113                                                  |
| 2024                                                 | 253                                                  | 98                                                   | 91                                                   |